# Novanca
Caja de Crédito Cooperativo, S.C.C. o NOVANCA, fue una sociedad cooperativa de crédito, que desarrollaba su actividad en el campo de los servicios financieros. Fue creada a finales de 2006 por veinte cajas rurales al adquirir la ficha bancaria 3146 correspondiente a la antigua Caja Escolar de Fomento, entidad bancaria creada en 1977 y que había dejado de operar en 2005.
A finales del año 2015, la entidad fue absorbida por Caja Rural de Jaén, pasando a integrarse en la entidad jiennense.

## Historia
La entidad fue creada por veinte cajas rurales con el fin de tener un agente comercializador de sus productos bancarios, sin tener que abrir sucursales de las propias cajas rurales. El proyecto contemplaba abrir hasta 36 oficinas en los municipios del sur de Madrid, aunque debido a la crisis financiera la cifra se quedó en 18.

### Sucursales
NOVANCA contaba con el siguiente número de oficinas que pasaron a ser de Caja Rural de Jaén tras ser absorbida:
- Alcorcón: 3 oficinas.
- Getafe: 6 oficinas.
- Leganés: 6 oficinas.
- Móstoles: 3 oficinas.

## Organización

### Consejo Rector
| Cargo          | Denominación                                   |
| -------------- | ---------------------------------------------- |
| Presidente     | D. Ernesto Berdala Solsona (Globalcaja)        |
| Vicepresidente | D. Javier Hermosilla Martínez (Bantierra)      |
| Secretaria     | Dª. Isabel Martín Arija (C.R. Salamanca)       |
| Vicesecretario | D. Fernando Martínez Rodríguez (C.R. Asturias) |
| Vocal          | D. Manuel Ruiz Escudero (C.R. Orihuela)        |

### Comité de Dirección
- Director General: Alfonso Naranjo Posada
- Director de Negocio: Joaquín Danvila del Valle
- Directora de Gestión de Personas: Marta Villarroel González
- Director de Gestión Financiera: Antonio Andrés Mañoso
- Director de Organización: Julián González Ovejero